# Víctor Casadesús
Víctor Casadesús (ur. 28 lutego 1985 w Palma de Mallorca) – hiszpański piłkarz występujący na pozycji napastnika.

## Kariera klubowa
Wychowanek klubu RCD Mallorca. W latach 2008–2009 był na wypożyczeniach do Realu Sociedad oraz Gimnàstic Tarragona. Obecnie reprezentuje barwy hiszpańskiego AD Alcorcón.

### Statystyki klubowe
| Sezon   | Klub                | Kraj      | Liga             | Mecze | Bramki | Puchar Kraju | Mecze | Bramki |
| ------- | ------------------- | --------- | ---------------- | ----- | ------ | ------------ | ----- | ------ |
| 2002/03 | RCD Mallorca B      | Hiszpania | Segunda División | 4     | 0      | -            | -     | -      |
| 2003/04 | RCD Mallorca B      | Hiszpania | Segunda División | 28    | 12     | -            | -     | -      |
| 2004/05 | RCD Mallorca B      | Hiszpania | Segunda División | 18    | 7      | -            | -     | -      |
| 2004/05 | RCD Mallorca        | Hiszpania | Primera División | 7     | 3      | Puchar Króla | 1     | 0      |
| 2005/06 | RCD Mallorca        | Hiszpania | Primera División | 28    | 5      | -            | -     | -      |
| 2006/07 | RCD Mallorca        | Hiszpania | Primera División | 38    | 4      | Puchar Króla | 3     | 1      |
| 2007/08 | RCD Mallorca        | Hiszpania | Primera División | 10    | 1      | Puchar Króla | 4     | 0      |
| 2007/08 | Real Sociedad       | Hiszpania | Segunda División | 19    | 6      | -            | -     | -      |
| 2008/09 | Gimnàstic Tarragona | Hiszpania | Segunda División | 36    | 14     | Puchar Króla | 1     | 0      |
| 2009/10 | RCD Mallorca        | Hiszpania | Primera División | 27    | 4      | Puchar Króla | 3     | 2      |
| 2010/11 | RCD Mallorca        | Hiszpania | Primera División | 19    | 3      | Puchar Króla | 3     | 1      |
| 2011/12 | RCD Mallorca        | Hiszpania | Primera División | 34    | 9      | Puchar Króla | 2     | 0      |
| 2012/13 | RCD Mallorca        | Hiszpania | Primera División | 33    | 8      | Puchar Króla | 1     | 0      |
| 2013/14 | RCD Mallorca        | Hiszpania | Segunda División | 23    | 5      | -            | -     | -      |
| 2013/14 | Levante UD          | Hiszpania | Primera División | 14    | 1      | -            | -     | -      |
| 2014/15 | Levante UD          | Hiszpania | Primera División | 35    | 8      | -            | -     | -      |
| 2015/16 | Levante UD          | Hiszpania | Primera División | 23    | 3      | Puchar Króla | 2     | 0      |
| 2016/17 | Levante UD          | Hiszpania | Segunda División | 23    | 2      | Puchar Króla | 1     | 0      |
| 2017/18 | CD Tenerife         | Hiszpania | Segunda División | 29    | 9      | Puchar Króla | 3     | 1      |
| 2018/19 | AD Alcorcón         | Hiszpania | Segunda División | 24    | 2      | Puchar Króla | 2     | 0      |

Stan na: 12 maja 2019 r.

## Sukcesy
- Mistrzostwo Europy U-19: 2004